# 定焦镜头

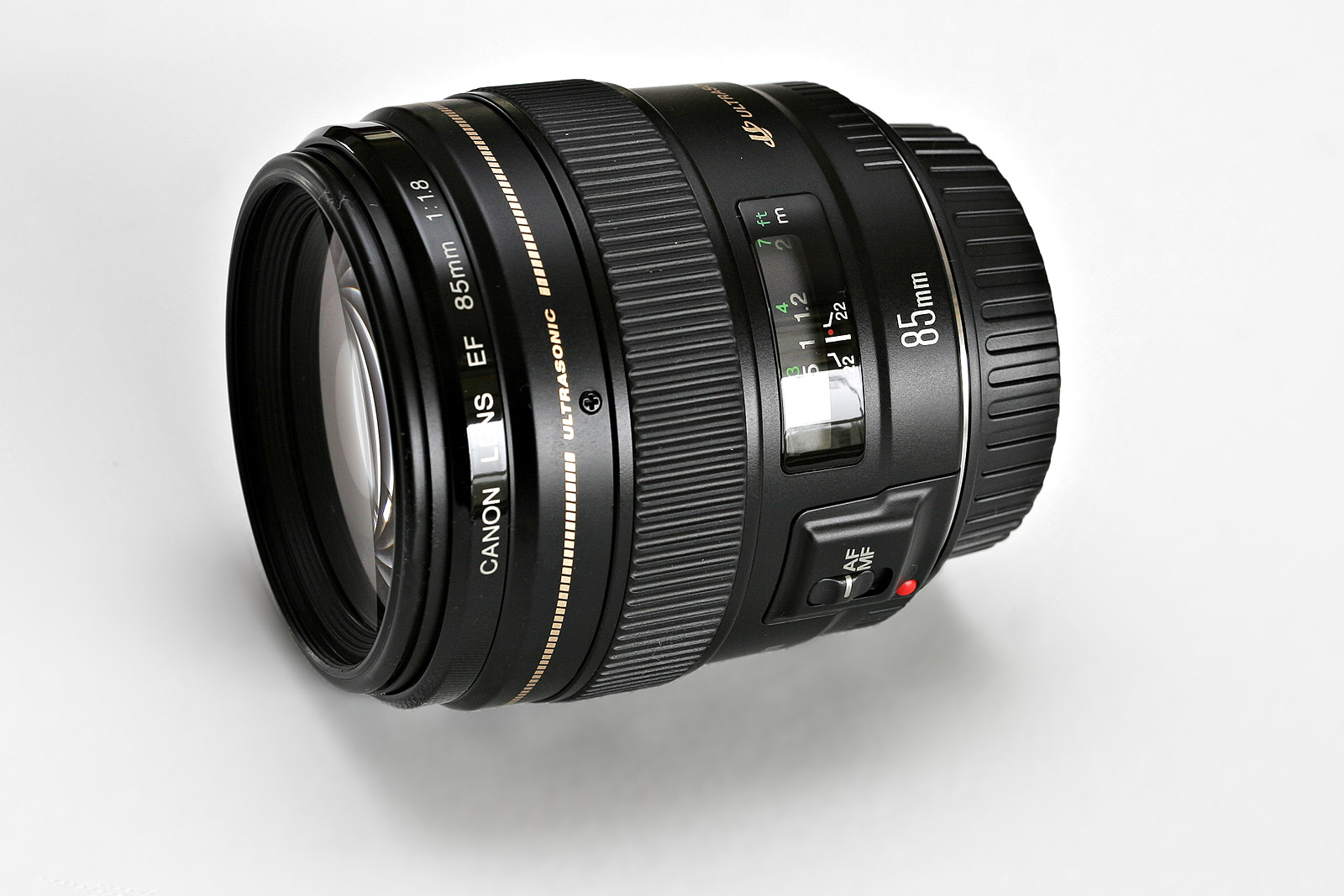
小巧的佳能EF 85毫米定焦鏡頭，最大光圈達f/1.8

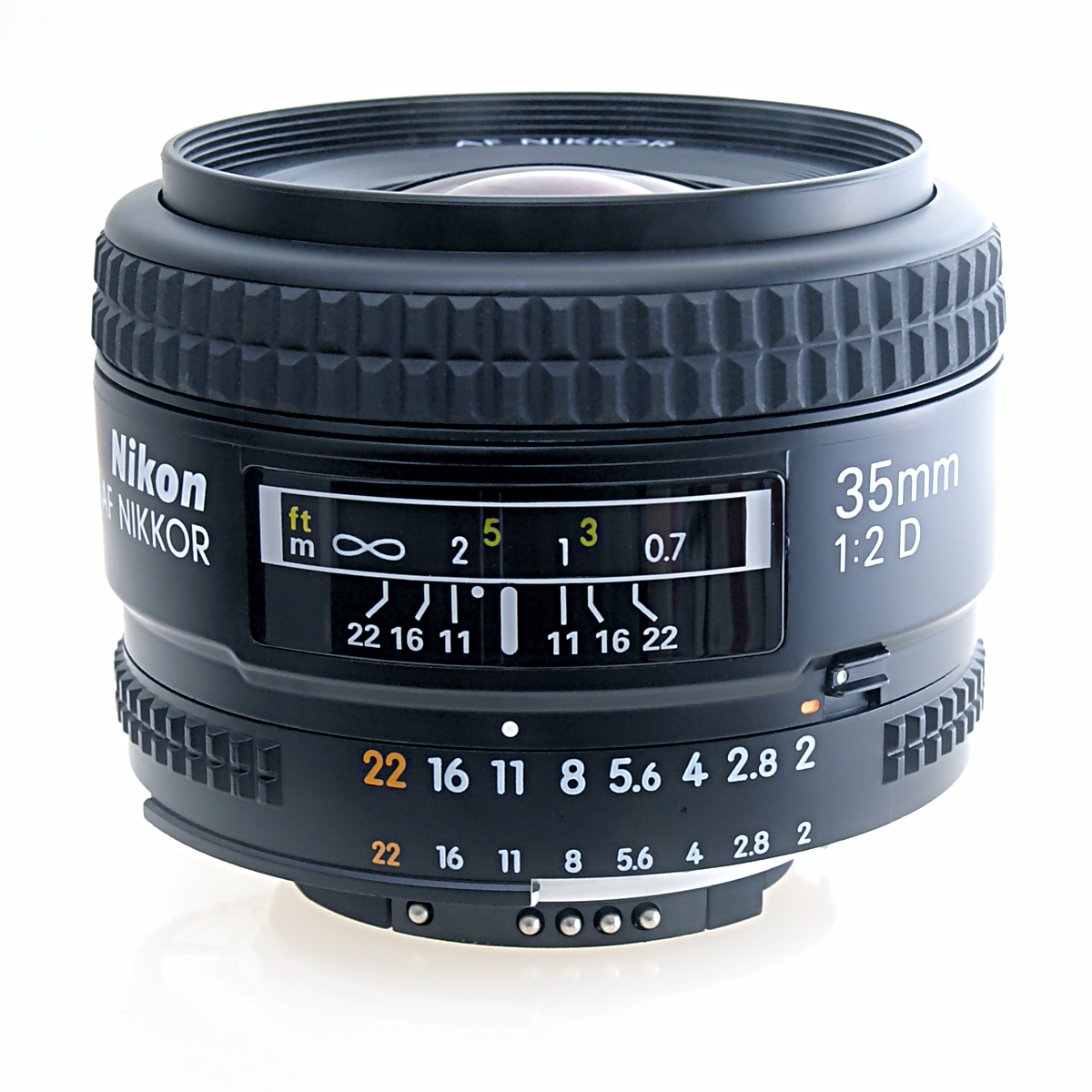
尼康AF Nikkor 35毫米廣角鏡頭是小巧、輕量且光圈值達到f/2的鏡頭

定焦鏡頭指的是只擁有一個固定焦距的鏡頭，而並非像變焦鏡頭般擁有一段不同的焦距。

## 變焦鏡頭的替代品
定焦鏡頭一般擁有輕量、體積較小、光學成像質素高且低成本的優勢。同时，與變焦鏡頭比較時，定焦鏡頭因只有一個焦距，使鏡頭內有較少鏡片組，從而使定焦鏡頭的色差問題大大改善。但若要常使用不同焦距攝影時，因需要拆裝不同鏡頭，甚至得使用不同相機機身，方便性不如變焦鏡頭。
大多數的定焦鏡頭的的最大光圈都較變焦鏡頭為大（即光圈值較小）。
在135攝影系統中，標準定焦鏡是指鏡頭的焦距介於45毫米至55毫米（通常是50毫米），而部分相機因為只有較小感光元件的關係，因此其焦距會縮短，從而擁有相對於135攝影系統中的50毫米視角。

## 常見的焦距
大部份鏡頭廠商都以下列的焦距製作定焦鏡頭：20毫米、24毫米、28毫米、35毫米、50毫米、85毫米、105毫米、135毫米、200毫米、300毫米、400毫米及600毫米。廠商亦會為焦距由24毫米至200毫米的鏡頭設計多於一款鏡頭，分別在於最大光圈值不同，以適合不同攝影者的需要。
另外，智能手机上的多颗摄像头一般是不同焦距的定焦镜头，以用于负责多焦段的拍摄需要。

## 專用鏡頭
有些專用鏡頭因其設計或成本原因只能製作成定焦鏡頭。例如超遠望鏡或超廣角鏡、移軸鏡頭、反射式鏡頭、特大光圈鏡頭或微距鏡頭，大都只能以定焦鏡頭方式製成。

## 外部連結
- Photo Dictionary definition
- Zoom vs. Prime Lenses
- Prime lenses and zooms compared（页面存档备份，存于） with photographs to illustrate